# 非国教徒 (イギリス)
非国教徒（ひこっきょうと、nonconformistsあるいはEnglish dissenters）は、イギリスで国教会に属さないプロテスタントの総称。

## 概要
Nonconformistはconformist（国教徒）の反対語で、1559年に「統一化法」が施行された際に宣誓を拒否して国教会を離れた聖職者を呼んだことに始まる。Nonconformistは「共通の基準、慣習、決まりごと、伝統、法律を拒否する者」という意味であるが、イギリスでは広く国教徒でない者に対して使われている。名誉革命以降、1828年に審査律が廃止されるまで非国教徒は公職に着く事が禁じられていた。
English dissentersはnonconformistより遅れて使われるようになった。

## 非国教徒の宗派と個人
非国教徒とされる宗派と個人に次のものがある（日本で知られているもののみを列挙する）。

### 1660年以前
- 再洗礼派（大陸起源の方は、今も拡大を続けている。）
- ジャコバイト
- ピューリタン

### 現在
- バプテスト教会
- 長老派教会
- メソジスト
- キリスト友会（クエーカー）
- 救世軍

### 著名な非国教徒
- ダニエル・デフォー
- ジョージ・フォックス
- ジョゼフ・プリーストリー
- ジョン・ウェスレー

## 参照
- 英語版English Dissenters　2006-03-12 02:00:01 UTCより翻訳。著者：Nirvana2013ほか
- 英語版Nonconformist　2006-04-14 17:04 UTCより翻訳。著者：Linkspamremoverほか